# Marcella Rica
Marcella Rica Marcos Combalia (Rio de Janeiro, 16 de outubro de 1991) é uma atriz, cantora e diretora brasileira, que ficou mais conhecida em 2011 ao dar vida a personagem Babi, na 19ª temporada de Malhação.

## Carreira
Iniciou sua carreira aos 13 anos, no quadro "Aí, se liga" do Fantástico, da emissora carioca Rede Globo; desde então atuou em diversos outros programas dessa emissora, como a série Toma Lá, Dá Cá e a novela Cama de Gato, e finalmente no juvenil Malhação, em 2012. Tendo iniciado os estudos de teatro ainda criança no Tablado, aos 16 anos foi emancipada pelos pais para poder atuar na peça Otelo, de William Shakespeare. Seu trabalho nesta peça foi avaliado ruim pelo crítico Sérgio Salvia Coelho, que à época (2008) declarou ter a garota iniciado com "pé esquerdo na profissão", e que fora "adequada só superficialmente para o papel, a adolescente loira e frágil soa anacrônica, como uma menina de shopping perdida no mundo de adultos" - colocada numa peça que pecava em vários aspectos, desde a tradução à direção e protagonismo egocêntrico levado a cabo por Diogo Vilela.
Em 2011 interpretou Babi, uma das protagonistas da 19ª temporada de Malhação. Em 2013 participou no tele-seriado Louco por Elas, fazendo a personagem Sandrão em vários episódios. Em 2016 integra o elenco da novela A Lei do Amor, na pele da ambiciosa Jéssica. Em 2017, participou da primeira temporda de PopStar, onde mostrou seus dons com a música. Em 2019, interpretou a personagem Beca na telenovela Topíssima, da TV Record.

## Vida pessoal
Em março de 2019, Marcella começou a namorar com a atriz Vitória Strada. No dia 1º de janeiro de 2021, anunciaram que estavam noivas em uma publicação feita no perfil oficial de ambas no Instagram. "2021 começou bem, bem lindo!", disse Marcella, que completou. "Ela disse siiim, Brasiiiiilll". Em julho de 2023, Marcella e Vitória anunciaram o fim do namoro.
Em outubro de 2024, ao aparecer ao lado da também atriz Natália Rosa, alguns fãs começarem a especular um possivel relacionamente entre ambas. Em abril de 2025, as especulações só almentaram após elas fazerem uma viagem juntas pela Eurora, onde compartilharam várias fotografias juntas em sua redes sociáis.

## Filmografia

### Televisão
| Ano     | Título              | Personagem / Cargo         | Notas                                                                                |
| ------- | ------------------- | -------------------------- | ------------------------------------------------------------------------------------ |
| 2005    | Fantástico          | Repórter                   | Quadro: "Aí Se Liga"                                                                 |
| 2007    | Toma Lá, Dá Cá      | Mirte                      | Episódio: "Sem Terra, Sem Grana e Sem Vergonha"                                      |
| 2008    | Faça Sua História   | Mari                       | Episódio: "Eterno Amor"                                                              |
| 2009    | Cama de Gato        | Luli Amâncio               |                                                                                      |
| 2011–12 | Malhação Conectados | Bárbara Vasconcelos (Babi) | Temporada 19                                                                         |
| 2013    | Louco por Elas      | Sandra Amaral (Sandrão)    | Episódio: "O Ursinho de Pelúcia do Léo" Episódio: "Léo se sente rejeitado pelo time" |
| 2013    | Elmiro Miranda Show | Bia Macedo                 | Temporada 2                                                                          |
| 2013    | A Grande Família    | Fernanda                   | Episódio: "Um Homem Chamado Flor"                                                    |
| 2016    | E Aí... Comeu?      | Rita                       | Episódio: "29 de agosto"                                                             |
| 2016    | A Lei do Amor       | Jéssica Teixeira Meloni    |                                                                                      |
| 2017    | Popstar             | Participante               | Temporada 1                                                                          |
| 2019    | Topíssima           | Rebeca Moura (Beca)        |                                                                                      |
| 2021    | Filhas de Eva       | Stella (jovem)             | Episódios: "1", "2", "6"                                                             |

### Cinema
| Ano  | Título                                                          | Personagem                   | Notas          |
| ---- | --------------------------------------------------------------- | ---------------------------- | -------------- |
| 2003 | Marina                                                          | Marina                       | Curta-metragem |
| 2011 | Guimba                                                          | Assistente de direção apenas | Curta-metragem |
| 2013 | Eu Não Faço a Menor Ideia do Que Eu Tô Fazendo Com a Minha Vida | Cléo                         |                |
| 2014 | Boa Sorte                                                       | Garota do banheiro           |                |
| 2019 | Eu Sou Mais Eu                                                  | Juliana                      |                |
| 2019 | Eu Sou Brasileiro                                               | Binha                        |                |

## Teatro
| Ano     | Título                                   | Notas                  |
| ------- | ---------------------------------------- | ---------------------- |
| 2003    | Quem Está na Chuva é pra se Molhar       |                        |
| 2004    | Pluft, o Fantasminha                     | de Maria Clara Machado |
| 2005    | O Porco Suspeito                         | de Daniela Ocampo      |
| 2006    | O Sol Está Quente mas a Água Está Ótima! | de Emilio Boechat      |
| 2006    | Peter Pan                                | de Sura Berditchevsky  |
| 2007    | Os Produtores                            | de Mel Brooks          |
| 2008    | Otelo                                    | de Shakespeare         |
| 2009    | Lapso de Mim Mesmo                       | de Clarissa Kahane     |
| 2010–12 | Confissões de Adolescente                | de Maria Mariana       |
| 2014    | Tudo Por Um Pop Star                     | de Thalita Rebouças    |

## Prêmios e indicações
| Ano  | Prêmio                | Categoria    | Indicação                      | Resultado |
| ---- | --------------------- | ------------ | ------------------------------ | --------- |
| 2020 | Prêmio Contigo! de TV | Casal do Ano | Marcella Rica e Vitória Strada | Venceu    |
| 2021 | MTV Millennial Awards | Eu Shippo    | Marcella Rica e Vitória Strada | Indicado  |